# Viv Huzzey
Viv Huzzey (ur. 24 lipca 1876 w Varteg Hill, zm. 16 sierpnia 1929 w Cardiff) – walijski rugbysta grający na pozycji skrzydłowego ataku, reprezentant kraju, a także baseballista, reprezentant kraju.
W trakcie kariery sportowej reprezentował Canton RFC, a następnie Cardiff RFC, dla którego w latach 1894–1900 rozegrał 132 mecze zdobywając w sezonie średnio dwadzieścia przyłożeń. Był wicekapitanem zespołu u boku Gwyna Nichollsa, pominięty przy wyborze nowego kapitana związał się z zawodowym klubem rugby league, Oldham RLFC. W ciągu trzech sezonów wystąpił w czterdziestu meczach zdobywając dwadzieścia przyłożeń.
W latach 1898–1899 w rozgrywkach Home Nations Championship rozegrał pięć spotkań dla walijskiej reprezentacji zdobywając czterema przyłożeniami i jednym dropgolem łącznie szesnaście punktów. Został zaproszony do udziału w tournée British and Irish Lions w roku 1899, odmówił jednak udziału w wyprawie z powodów finansowych.
Był wszechstronnym sportowcem, uprawiał także krykieta w Grangetown Conservative Club oraz baseball w Grangetown, został także powołany w 1908 roku do reprezentacji kraju na pierwszy międzynarodowy pojedynek Walijczyków.